# بیرکوایلر
بیرکوایلر (به آلمانی: Birkweiler) یک شهر در آلمان است که در زودلیشه واینشتراسه واقع شده‌است. بیرکوایلر ۷۰۲ نفر جمعیت دارد.